# Wiesent (Donau)
Die Wiesent, im Oberlauf lange Höllbach und zuvor noch anders benannt, ist ein Bach in der Oberpfalz, der zwischen Wörth an der Donau und Niederachdorf von links in die Donau mündet.
Sie ist ab der Einmündung des Rupertsbühler Bachs westlich von Dietersweg, Gemeinde Wiesent, bis zur Mündung in die Donau unterhalb von Tiefenthal, Stadt Wörth an der Donau, ein Gewässer zweiter Ordnung.

## Name
Namengebend ist der Ort Wiesent, nachzulesen als Wisent fl. auf Philipp Apians Landtafel 7 von 1568.

## Geographie

### Verlauf
Der Bach entspringt auf dem längsten Oberlaufstrang im Filzmoos südlich des Kirchdorfs Heilbrunn bei Wiesenfelden im Falkensteiner Vorwald. Er trägt bis zum Neuweiher bei Wiesenfelden den Namen Filzmoosbach, dann kurz vom Neuweiher bis zum Großen Hammerweiher den Namen Neumühlbach, anschließend bis zum Stausee Rettenbach den Namen Arracher Bach, ab Rettenbach den Namen Höllbach, ab der Mündung des Rupertsbühler Bachs bei Heilsberg wird er dann Wiesent genannt. Historisch gab es für zwei Abschnitte des Oberlaufs auch die Bezeichnungen Hammerbach und Postfeldner Bach, der Unterlauf wurde Wildbach genannt.
Deren Oberlauffolge und die Wiesent durchfließen unter anderem die Orte Wiesenfelden, Neumühle, Hammermühl, Arrach, Rettenbach, Postfelden, Fahnmühle, Heilsberg, Waffenschmiede, Wiesent und Oberachdorf.

### Zuflüsse und Seen
Bedeutendere Zuflüsse sind der Schrollenbach, der Ruderszeller Bach, das Schwaiger Bächlein, der Deßgraben, der Moosgraben und der Perlbach. 
Liste einiger Zuflüsse und  Seen von der Quelle zur Mündung:
Abschnitt Filzmoosbach:
- Einige Entwässerungsgräben von links und rechts im Filzmoos
- (Abfluss des  Pflüglweihers), von rechts vor Heilbrunn
- (Bach von Rothenberg her), von rechts
- Durchfließt den Neuweiher bei Wiesenfelden

Abschnitt im Neuweiher:
- (Abfluss des  Beckenweihers), von links und Süden bei Wiesenfelden

Abschnitt Neumühlbach:
- (Abfluss des  Ziegelweihers), von links und Süden

Abschnitt im  Großen Hammerweiher:
- (Abfluss des  Birkenweihers), von links und Süden

Abschnitt Arracher Bach:
- Roßbach, von links zwischen zwei Teichen am Ufer nach der Hammermühl
- Lederbauernbachl, von rechts vor Arhalm

Abschnitt im  Stausee Rettenbach:
- (keine weiteren bedeutenden Zuflüsse)

Abschnitt Höllbach:
- Schrollenbach, von links in Rettenbach, 5,9 km und 9,6 km².
- Durchfließt den  Stausee Postfelden nahe der Lösmühle
- Lehbachl, von rechts kurz vor Postfelden
- Ruderszeller Bach, von rechts im Naturschutzgebiet Hölle
- Schwaiger Bächlein, von rechts nach der Dosmühle
- Durchfließt einen  Stausee bei Berndorf
- Durchfließt einen  Stausee nach der Fahnmühle
- (Bach aus Richtung Aumbach), von links gleich nach dem vorigen
- (Bach aus dem Adeltal), von rechts nach der Höllmühle
- Hammermühler Bach, von links an der Hammermühle
- Buchberger Bächlein, von rechts nahe Buchberg
- Birkleitenbächlein, von rechts bei der ersten Siedlungsstelle von Heilsberg
- Rupertsbühler Bach, von links nach der zweiten Siedlungsstelle von Heilsberg

Abschnitt Wiesent:
- Wörther Bachl, von links an der ehemaligen Einsiedelei
- Deßgraben, von rechts vor der Neumühle, 4,1 km mit Oberlauf Pfätergraben und 3,2 km².
- Augraben, von rechts in Wiesent, 2,7 km und 3,3 km².
- Moosgraben, von rechts nach Wiesent, 15,1 km mit dem Gesamtstrang Sandsbach → Perlenbach → Moosbach und 30,2 km².
- Perlbach, von links nahe Wörth an der Donau, 11,9 km mit dem Oberlauf Gschwellbach und 21,1 km².
- Hungerbach, von links nahe Hungersdorf
- Wellerbach, von links nach Wörth, 5,2 km mit dem Oberlauf Leobach und 4,9 km².
- Kirnerbach, von links bei Tiefenthal
- Durchfließt den unteren Teil des Altarms Alte Donau im Naturschutzgebiet Gmünder Au; in diese mündet etwas oberhalb auch der Große Wörthgraben
- (Bach von Hofdorf her), von links in die Alte Donau, 3,1 km und 3,3 km².

## Wasserkraftnutzung
Der Bach wird  mehrfach zu Seen aufgestaut. Im Jahr 1933 wurde das Höllbachkraftwerk 1 unterhalb der Heilsberger Mühle errichtet. Es bezieht sein Wasser über eine 960 Meter lange Druckleitung mit einem Gefälle von 47 Metern aus einem Ausgleichsbecken oberhalb der Heilsberger Mühle. An diesem Becken liegt das Höllbachkraftwerk 2 von 1951, seine Druckleitung ist 2,2 Kilometer lang und wird aus dem Becken unterhalb von Fahnmühle gespeist, mit einer Höhendifferenz von 67,5 Metern. Das 1961 fertiggestellte Höllbachkraftwerk 3 liegt oberhalb von Fahnmühle und erhält sein Wasser aus dem Stausee Postfelden, der 85 Meter höher liegt und mit dem Kraftwerk über eine 1190 Meter lange Triebwasserdruckleitung verbunden ist.
Zwischen Heilsberg und Postfelden verläuft ein Wanderweg am Bach entlang, der unterhalb von Postfelden durch das Naturschutzgebiet Hölle führt. Vor ihrer Mündung in die heutige Donau durchfließt die Wiesent den „Alte Donau“ genannten Altarm im Naturschutzgebiet Gmünder Au.

## Galerie

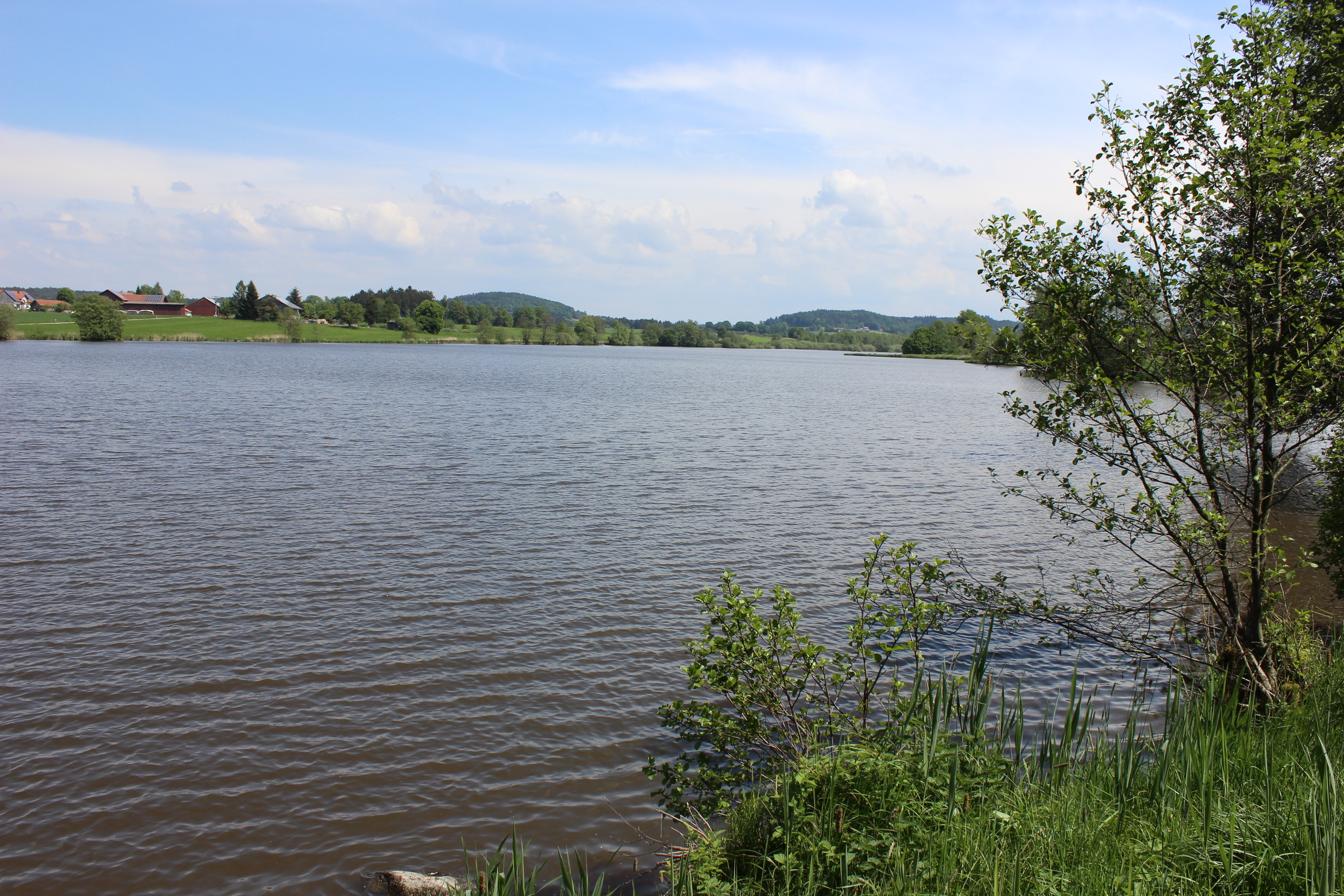
Hammerweiher, Ursprung der Wiesent
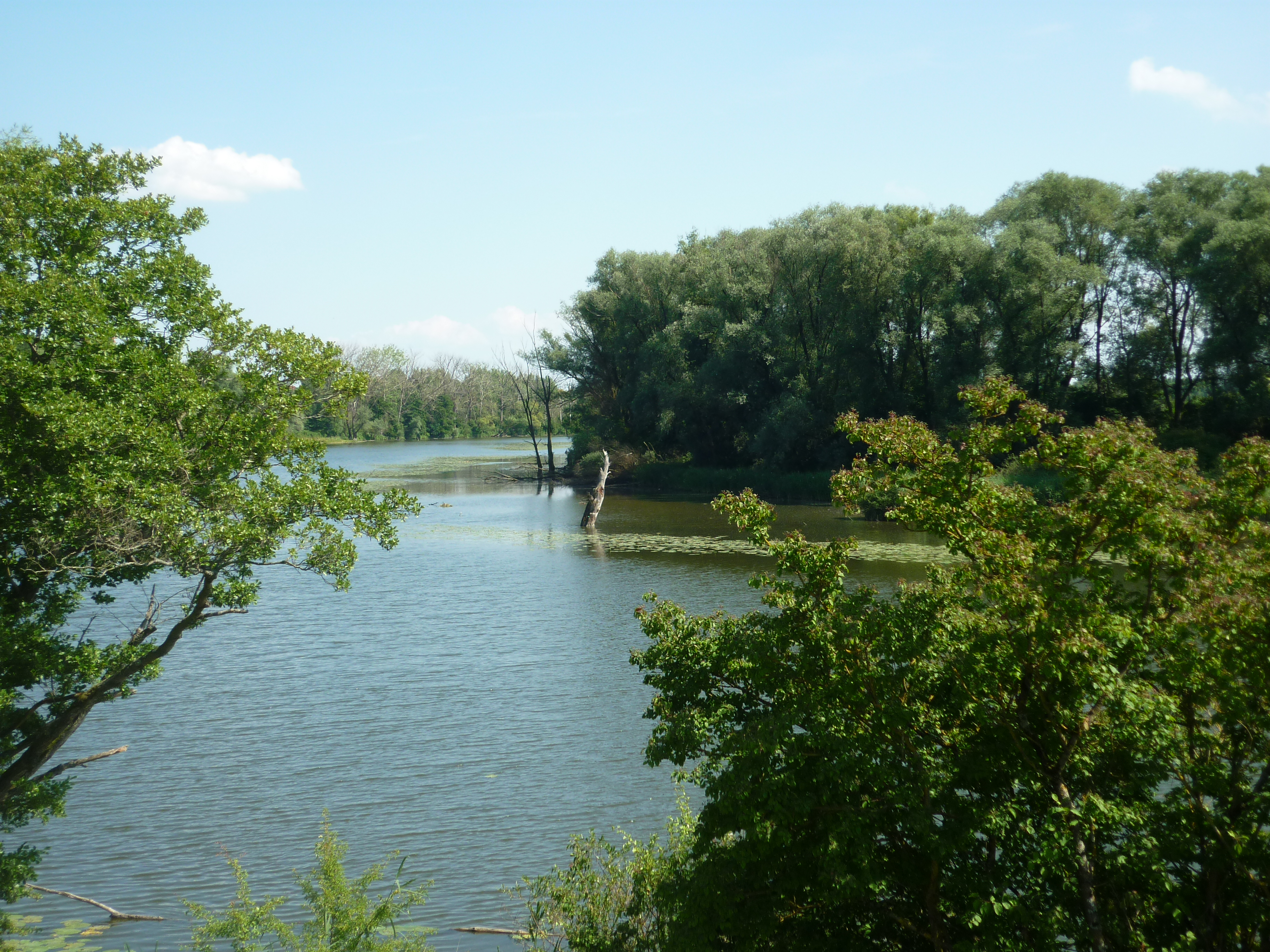
„Alte Donau“ – Mündungsarm der Wiesent bei Wörth an der Donau
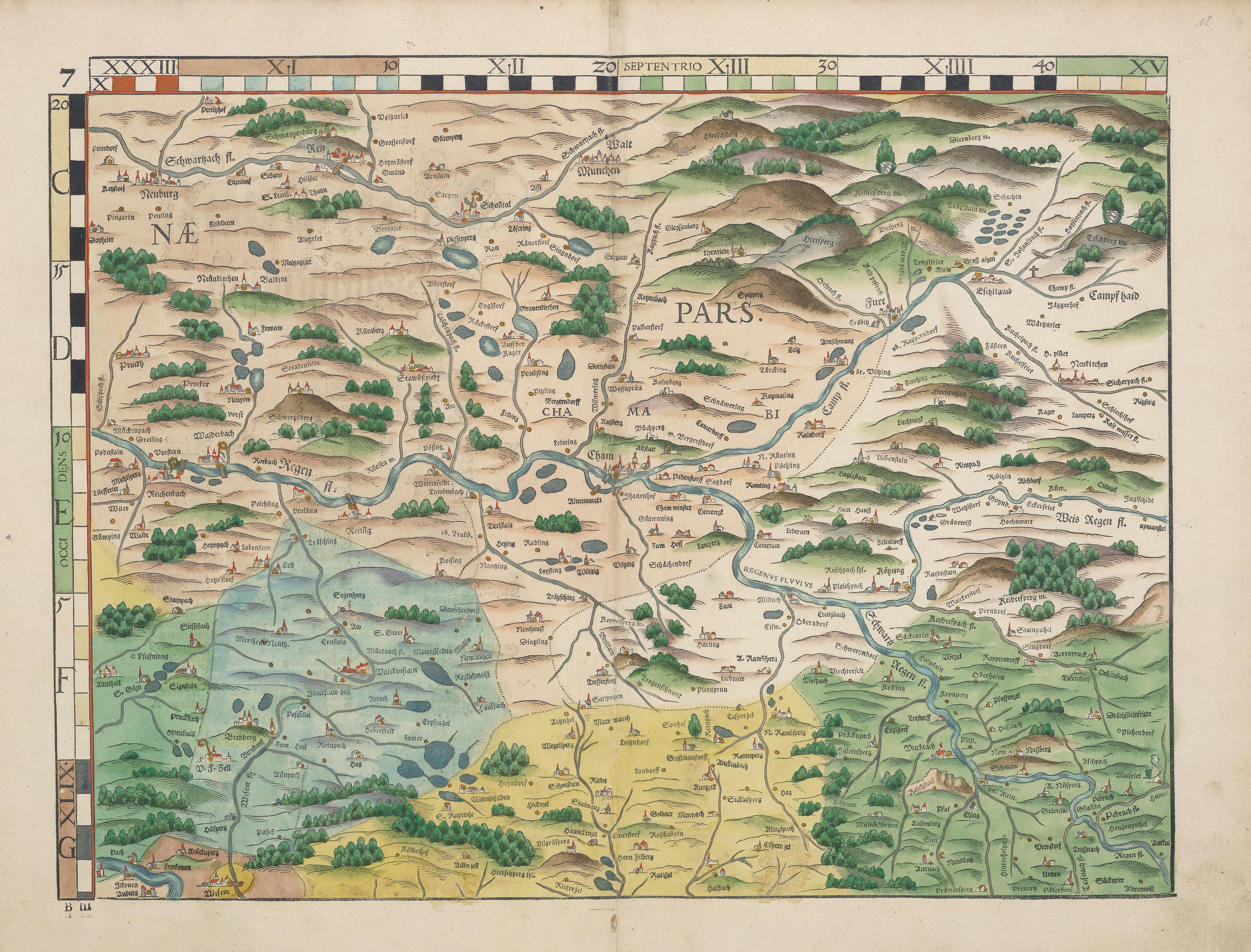
Bairische Landtafeln von 1568 (Tafel 7)